# Secemin
Secemin is een dorp in het Poolse woiwodschap Święty Krzyż, in het district Włoszczowski. De plaats maakt deel uit van de gemeente Secemin en telt 1600 inwoners.